# 大内弘茂
大内 弘茂（おおうち ひろしげ）は、室町時代前期の武将、守護大名。周防・長門守護。大内氏第9代当主大内弘世の七男で兄に義弘、満弘、盛見、弟に道通など。新介と称する。周防介。

## 生涯
応永6年（1399年）、応永の乱で長兄義弘に従って堺に籠城したが、兄が室町幕府3代将軍足利義満率いる幕府軍の火攻めにあって戦死したため、その軍門に降った。義満は戦後の大内氏に対する処罰として、豊前・石見・和泉・紀伊を没収すると同時に、弘茂が義満に臣従することを条件として家督相続と周防・長門二ヶ国の所領のみ安堵した。なお、新介の名乗りは大内氏の後継者の名乗りで、義弘が在世中から名乗っていた可能性もあるため、弘茂が幕府が選定した当主なのか、元々義弘の後継者的な立場にあったのかは不明な部分がある。
ところが、本国の留守を守っていた弘茂の兄盛見が所領没収に従わずに義満に反抗したため、義満は弘茂に盛見の討伐を命じる。弘茂は義満や安芸、石見の諸大名から支援を受けて盛見と戦い、一時は盛見を豊後に放逐して守護の地位の確立を図るが、周防の屋代島での反乱軍討伐の隙を突いた盛見が再起、応永8年（1401年）12月に反攻してきた盛見の軍勢と長府の四王司山城で戦うが敗れ、同じく長府の佐加利山城（下山城）において討ち取られた。法名は真休院殿日菴浄永。
弟の道通が反盛見派に擁立されたが、彼も盛見に討ち取られ、周辺勢力を降伏させた盛見の前に幕府もやむを得ず盛見を次の当主と認め、家督と周防・長門守護職を安堵した。大内氏は応永の乱で衰退したが、盛見の代で勢力を盛り返すことになる。